# Bahnhof Tottenham Hale

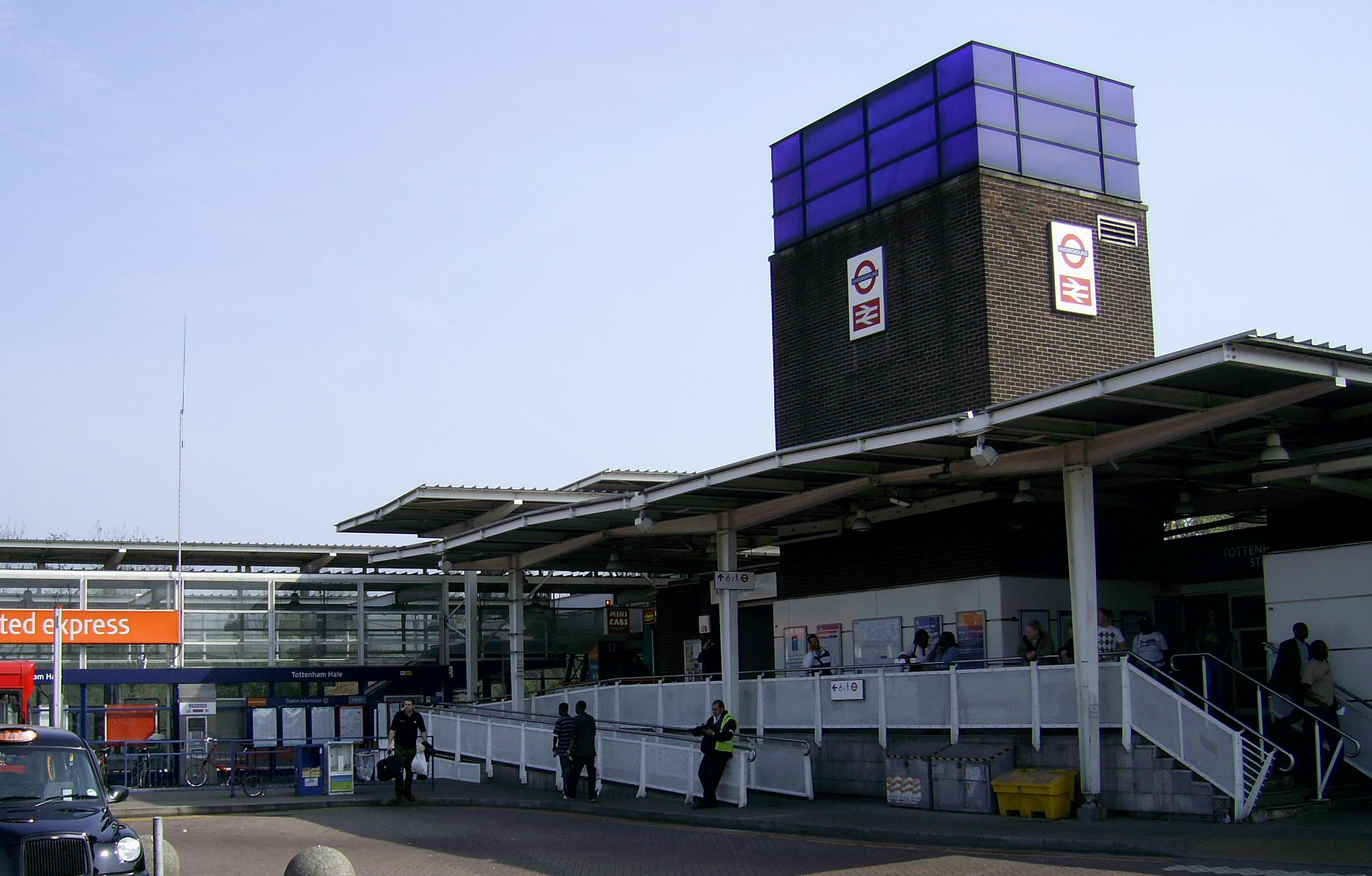
Bahnhof Tottenham Hale

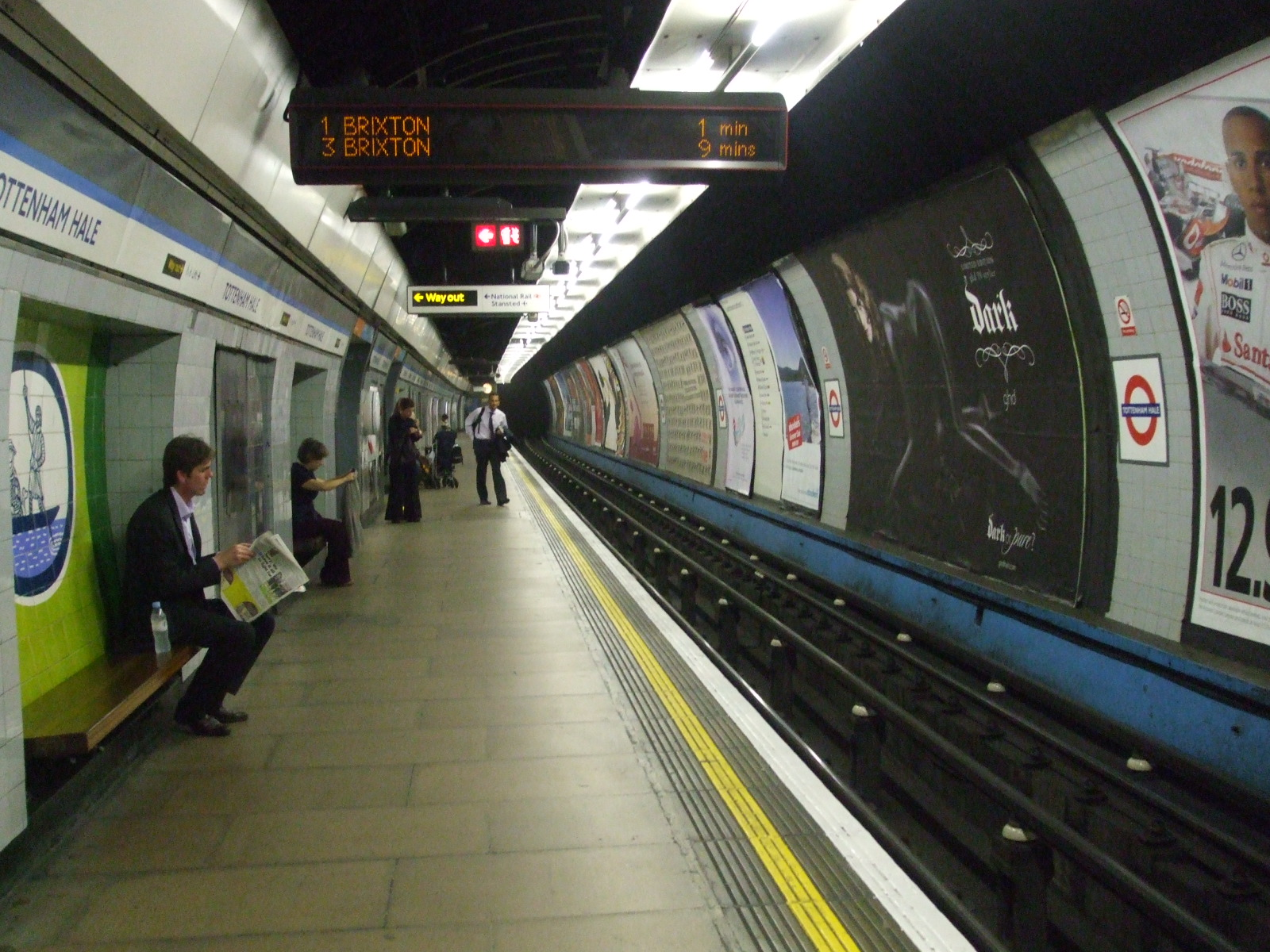
Bahnsteig der Victoria Line in Richtung Süden

Tottenham Hale ist ein Bahnhof im Stadtbezirk London Borough of Haringey. Die Nahverkehrsdrehscheibe wird von Zügen der Eisenbahngesellschaft Abellio Greater Anglia sowie von der Victoria Line der London Underground bedient. Der Verkehrsknotenpunkt liegt in der Travelcard-Tarifzone 3, an der Kreuzung von Ferry Lane und Watermead Road. Im Jahr 2013 nutzten 10,32 Millionen Fahrgäste der U-Bahn den Bahnhof, hinzu kommen 4,544 Millionen Fahrgäste der Eisenbahn. Die Eisenbahn verkehrt oberirdisch, die U-Bahn unterirdisch.
Eröffnet wurde der Bahnhof unter dem Namen Tottenham am 15. Dezember 1840 durch die Northern and Eastern Railway, im Zuge der Inbetriebnahme der Strecke zwischen Stratford und Broxbourne in der Grafschaft Hertfordshire. Am 1. September 1968 wurde der erste Abschnitt der Victoria Line zwischen Walthamstow Central und Highbury & Islington eröffnet, am selben Tag erfolgte auch die Umbenennung in Tottenham Hale.